# 尼奧羅省 (塞內加爾)

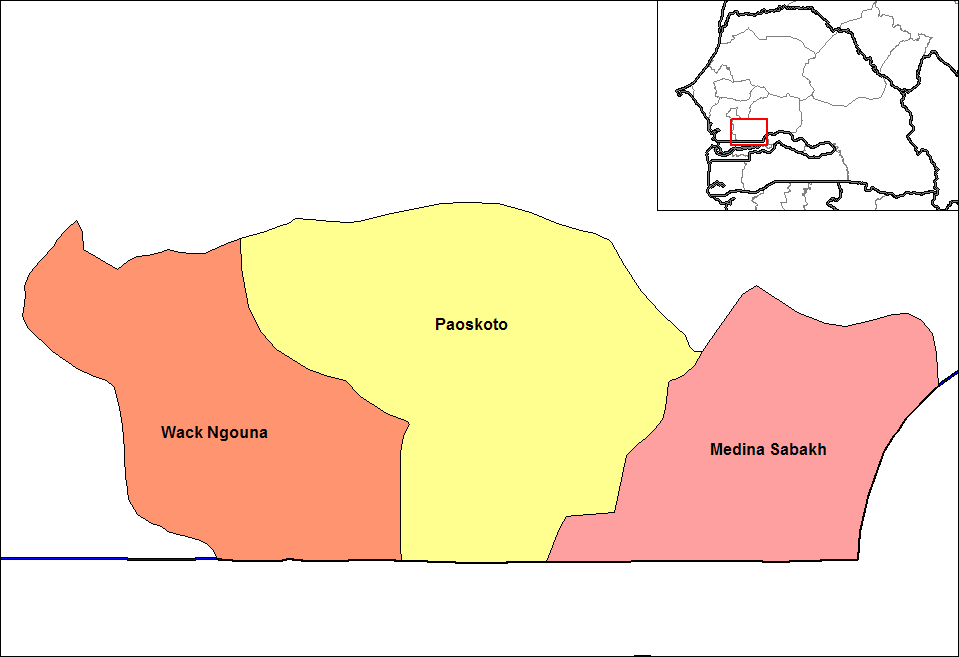

13°45′N 15°48′W / 13.750°N 15.800°W
尼奧羅省（法語：Département de Nioro du Rip），是塞內加爾的省份，位於該國西部，由考拉克區負責管轄，首府設於尼奧羅，北面是考拉克省，面積2,277平方公里，2005年人口282,175，人口密度每平方公里120人。